# Angelo di Agostino Mazzinghi
Angelo di Agostino Mazzinghi est un prêtre de l'ordre du Carmel né à Florence (Italie) vers 1385. Il meurt à Florence en 1438. Béatifié en 1761, sa fête est célébrée le 17 août.

## Biographie

### Sa vie
Angelo di Agostino Mazzinghi est né à Florence vers 1385 (la date exacte n'est pas connue, seule certitude, l'année devrait être antérieure à 1386).
Il est le fils d'Augustin de la famille Mazzinghi vivant à Florence (branche Peretola).
Il entre dans l'ordre du Carmel en 1413. Il lance la réforme du carmel dans son couvent de Santa Maria delle Selve. Il est nommé prieur de son couvent de 1419 à 1430 puis à nouveau en 1437. Il est également nommé prieur du couvent de Florence du 1435 à 1437.
De 1431 à 1434, il est chargé de prêcher les retraites de Carême à Florence. En 1434, il reçoit le titre de lecteur. En 1436, il prêche une dernière fois la retraite de Carême. Il décède à Florence le 17 août 1438.

### Histoires et légendes
Un carme qui fut son contemporain, Nicholas Calciuri de Sicile, a indiqué qu'il a entendu, de témoins « dignes de foi », « qu'un jour qu'Angelo prêchait à Florence, des roses et des lys ont été vues sortir de sa bouche ; ces fleurs ont été réunies par deux anges et tissées dans une couronne autour de sa tête ». La représentation iconographique du père Angelo reprend généralement cette scène.

### Les reliques et culte du saint
Le cercueil contenant son corps est placé dans l'église des carmes de Florence : Santa Maria del Carmine. En 1575 il est déplacé une première fois et installé sous l'autel Manetti (dans cette même église). En 1739, une nouvelle translation des reliques du père carme a lieu dans la chapelle Brancacci de la même église des carmes, et, en 1930, les reliques du bienheureux Angelo sont placées sous le maître-autel de l'église.
Angelo a toujours été vénéré par la population florentine, en particulier sous le nom de saint Angiolino (« Petit Ange »). Sa fête, célébrée le 17 août, a un rang de mémoire facultative dans l'ordre des Carmes.

## Béatification
La société des Bollandistes, lors de la publication des Actes des Saints d'Août en 1737 indiquent qu'ils ne croient pas à sa sainteté et que son culte, en tant que bienheureux, n'est pas suffisamment justifié. Angelo est donc énuméré parmi les prætermissi (apartés gauche). Cependant, ils indiquent être prêts à étudier de nouveau la question lorsque de nouvelles preuves de sainteté seraient disponibles.
Le procès diocésain pour la reconnaissance du culte a eu lieu en 1758. La Congrégation des rites poursuit l'étude en sainteté et termine son procès le 22 décembre 1759 et le décret de béatification est signée le 7 mars 1761 par Clément XIII.